# Tura (Meghalaya)
Tura és una ciutat i municipi de Meghalaya, Índia, capital del districte de West Garo Hills. És la segona ciutat de Meghalaya després de Shillong. És a les muntanyes Garo, a la serralada de les muntanyes Tura, prop del pic Tura, a 25° 31′ N, 90° 13′ E / 25.52°N,90.22°E. És probable que el seu nom sigui una deformació dels anglesos del nom del deu garo anomenat Durama, que segons la tradició residia a la muntanya. La frontera de Bangladesh és a 35 km. Fou declarada capital quan es va formar el districte de Garo Hills el 1869. El 1973 fou declarada seu d'una diòcesi catòlica. Segons el cens de 2001 la ciutat tenia 58.391 habitants.; un segle abans, el 1901, tenia 1.375 habitants.